# Melaleuca quinquenervia
Мелалеука п’ятинервна, найолі (Melaleuca quinquenervia) — вид рослин роду мелалеука (Melaleuca).

## Будова

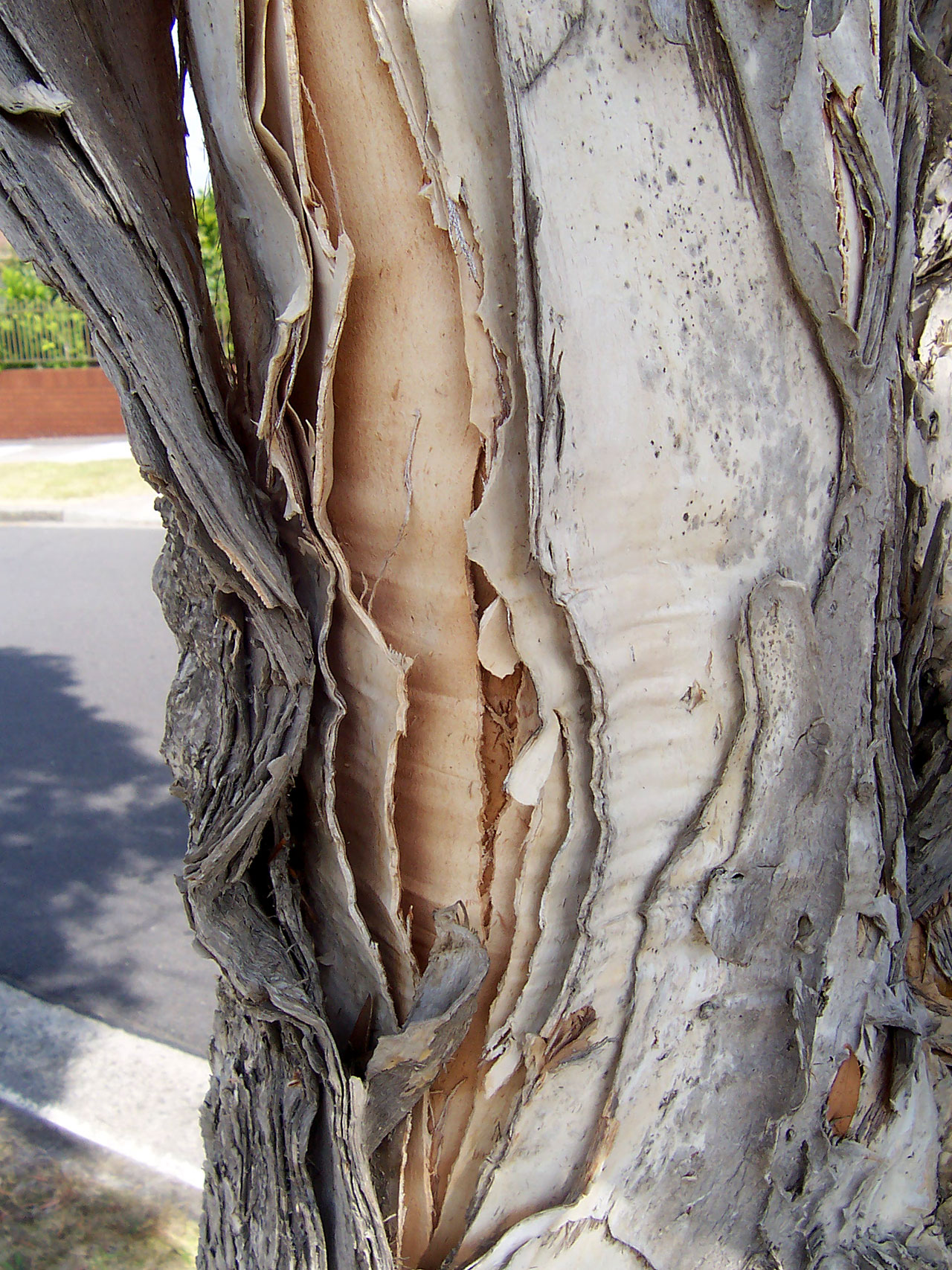
Кора

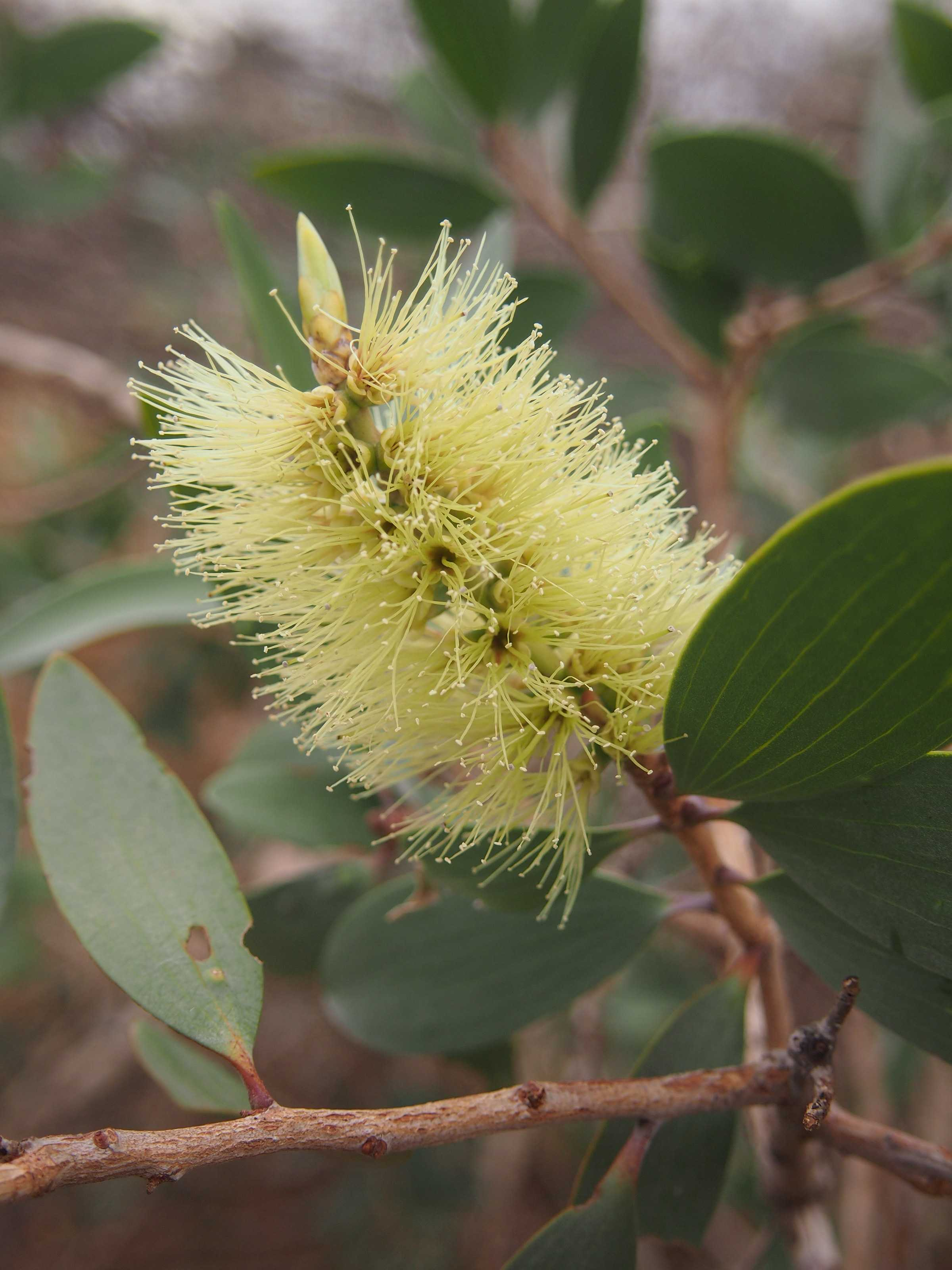
Квітка

Високе дерево до 25 м. Кора бежевого кольору легко відшаровується листками схожими на папір, за що дерево отримало англійську назву "папербарк" (англ. paperbark). Білі квіти зібрані в ефектні довгасті суцвіття. Плід - коробочка.

## Життєвий цикл
Цвіте з березня по липень. Коробочки дозрівають у листопаді і зберігаються на дереві до наступного року. Насіння проростає 5 днів при температурі 30°C. 

## Поширення та середовище існування
Походить з Нової Каледонії, Папуа Нової Гвінеї та східної Австралії. Росте переважно на кислих, погано дренованих ґрунтах на болотах та вздовж водойм. Може рости на солоних ґрунтах.

## Практичне використання
У деревині зберігається велика кількість кремнію, що ускладнює обробку та розпилювання. Хороший медонос. Мед має специфічний запах.
З листя видобувають ефірну олію для медицини та парфумерії. 
Листоподібна кора дерева традиційно використовувалася аборигенами Австралії для побудови традиційних жител.
Використовується у озеленені австралійських міст.

## Цікаві факти
- За тайською назвою цього дерева названий острів Самет у Сіамській затоці.